# XXII koncert fortepianowy (KV 482)
XXII Koncert fortepianowy Es-dur 
22. koncert na fortepian z towarzyszeniem orkiestry, jaki stworzył Wolfgang Amadeus Mozart. Skomponowany w 1785 roku w Wiedniu.
Części utworu:
1. Allegro (około 12 minut)
2. Andante[1] (około 9 minut)
3. Allegro (około 11 minut)